# 天主教戈雷教區
天主教戈雷教區（拉丁語：Dioecesis Gorensis）是乍得一個羅馬天主教教區，屬恩賈梅納總教區。
教區成立於1998年11月28日，位於東洛貢區南部。2006年有教友68,456人（佔轄區總人口26.4%）、八個堂區、廿五名司鐸。現任教區主教為羅薩里奧‧皮奧‧拉莫洛。